# Visionary
Visionary je kancelářská budova v Praze-Holešovicích, na rohu ulic Plynární a Argentinská, v blízkosti stanice metra Nádraží Holešovice. V budově je 20.000 m² administrativních ploch a 2.300 m² maloobchodních prostor. Budova byla postavena podle architektonického návrhu ateliéru Jakub Cigler Architekti.
Investorem byla Skanska Commercial Development Europe a zhotovitelem stavby Skanska Pozemní stavitelství. Po dokončení v roce 2018 budovu koupila rakouská společnost CA Immo za 68 mil EUR.

## Historie
Výstavba začala v roce 2016. Během ní, v říjnu 2017, vzplanul u rozestavěné budovy stavební materiál. Jednalo se především o uskladnění polystyren a izolaci. Požár zničil část již vybudované fasády do výšky dvaceti metrů. Příčinou byla nedbalost při lepení asfaltové izolace v okolí budovy. Na jaře 2018 byla budova dokončena a v létě došlo k jejímu slavnostnímu otevření.
V červnu 2018 byla budova prodána rakouskému investorovi CA Immo za cenu 68 milionů EUR.

## Popis
Budova s osmi nadzemními a třemi podzemními podlažími má téměř 23.000 m² kancelářských a maloobchodních ploch, 214 parkovacích stání, veřejně přístupnou zahradu s multifunkčním sportovištěm, zázemí pro cyklisty a běžeckou dráhu na střeše (jedinou ve střední Evropě).
K nájemcům budovy patří poradenská společnost Accenture, skupina WMC, Škoda Auto a coworkingové centrum Scott&Weber. Je zde také prodejna potravin, lékárna, malá poliklinika a mateřská škola zřizovaná Městskou částí Praha 7.
Budova má certifikát ekologické stavby LEED Platinum a jako první v České republice certifikaci zdravé kanceláře WELL na úrovni Gold. Autor stavby Jakub Cigler uvedl: „Investor to neuslyší rád, ale Visionary není v pravém smyslu udržitelnou budovou, je pouze o několik procent šetrnější než standardní objekt".

## Ocenění
Budova získala tato ocenění: 
- CIJ Awards 2018 - Best Office Project of the Year

- HOF Awards 2018 - Best Office Project of the Year
- Best of Realty 2018 - Nová administrativní centra[10]